# Wedgwood (virksomhed)
Wedgwood (fulde navn: Josiah Wedgwood and Sons) er en britisk producent af lertøj og porcelæn, der oprindeligt blev grundlagt i 1759 af Josiah Wedgwood. Wedgwood fusionerede i 1987 med Waterford Crystal, og fik derefter det nye navn Waterford Wedgwood. Dog eksisterer virksomheden stadig som et datterselskab i koncernen, med sin egen bestyrelse og ledelse. Navnet Wedgwood bruges også som en generel betegnelse for selskabets vigtigste produkter.
Wedgwood fremstiller bl.a. spisestellet Napoleon Ivy.
Selskabet blev købt af det finske firma Fiskars i juli 2015.